# Plexus veineux vésical
Le plexus veineux vésical enveloppe la partie inférieure de la vessie et la base de la prostate, et communique avec les  plexus veineux pudendal (en) et prostatique . 
Il se draine grâce à plusieurs veines vésicales dans les veines iliaques internes. 